# Decretos de Karlsbad

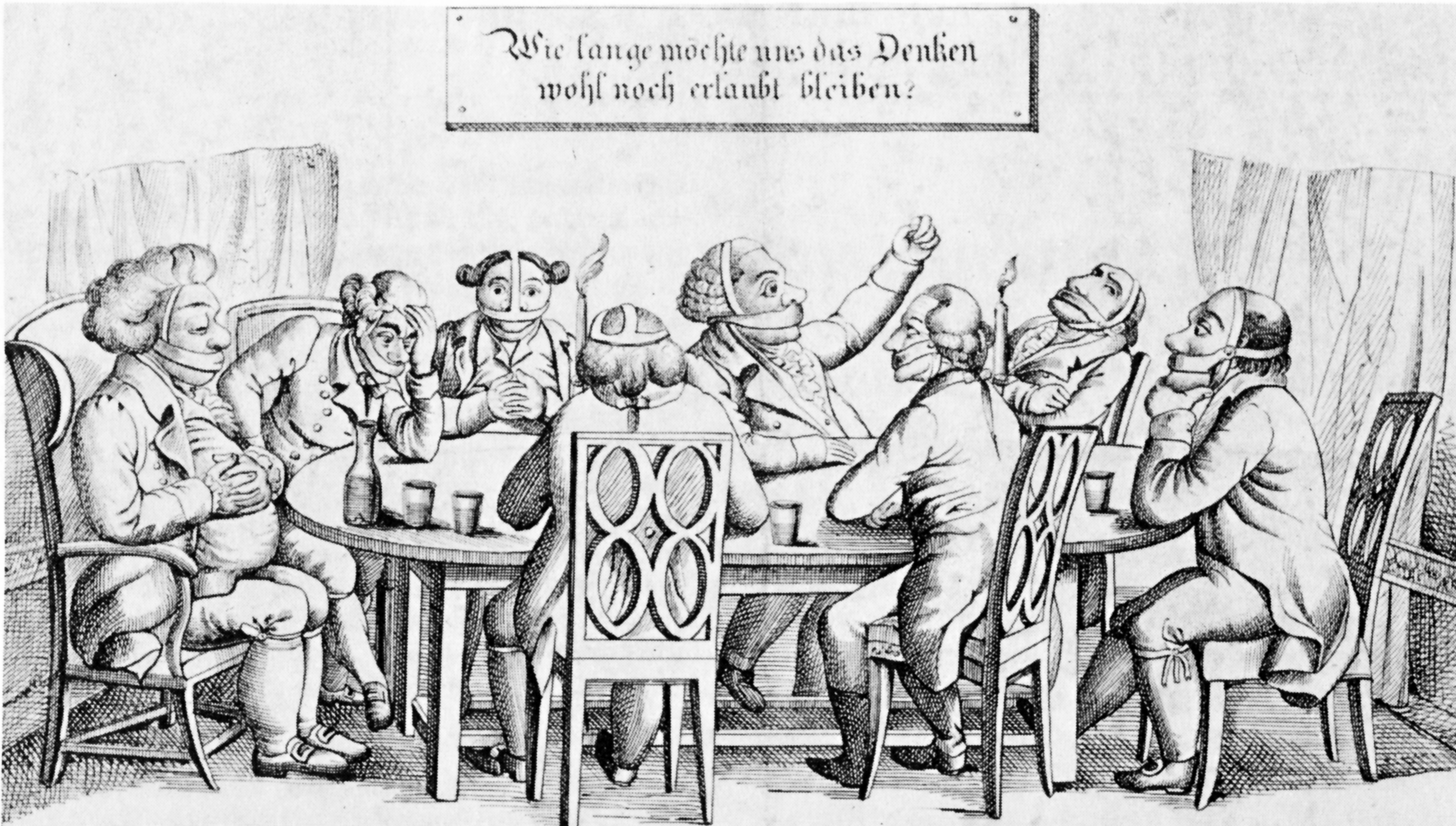
Litografía caricaturizando las restricciones a la libertad de prensa.

Los Decretos de Karlsbad fueron un conjunto de medidas aprobadas por la Dieta de la Confederación Germánica el 20 de septiembre de 1819, después de una conferencia convocada por Klemens von Metternich, en Karlsbad, Bohemia, entonces parte del Imperio austríaco. El objeto de estos decretos fue reprimir los movimientos liberales que habían surgido durante ese periodo en Alemania.

## Antecedentes
Desde las guerras de liberación napoleónicas, existían inquietudes nacionalistas en Alemania que se vieron también plasmadas en la creación de las Burschenschaft (asociaciones estudiantiles de naturaleza nacional-liberales). Estas asociaciones fueron haciendo cada vez más públicas sus proclamas y alcanzó su punto más álgido en el Festival de Wartburg (Wartburgfest) celebrada el 18 de octubre de 1817 en el Castillo de Wartburg, cerca de Eisenach. En 1819, se produjeron algunos atentados como el del poeta August von Kotzebue, conocido como informador al servicio del Zar de Rusia, que despertaron la inquietud de los príncipes alemanes y Metternich.

## Contenido
Las decretos supusieron la disolución de las corporaciones de estudiantes (Burschenschaften) y la instauración de unos comisarios políticos en las universidades y la censura de prensa. Los reformadores de muchos gobiernos locales fueron forzados a abandonarlos y en el año 1820 habían concluido todos los movimientos de reforma significativos en Alemania. Estas normas estuvieron vigentes durante mucho años y supusieron un freno al desarrollo de las ideas liberales y nacionalistas en Alemania.
Entre otras medidas, las resoluciones de Karlsbad prohibieron el traje antiguo alemán, propagado por Ernst Moritz Arndt en las guerras de liberación y que posteriormente lo usaron los miembros del cuerpo de voluntarios de Ludwig Adolf Wilhelm von Lützow porque lo habían adoptado las corporaciones estudiantiles (Burschenschaften).
Los decretos también crearon un organismo interestatal de policía con el fin de investigar los hechos de carácter revolucionario y las asociaciones contrarias a la constitución vigente.